# Anton Halm

Anton Halm (1789–1872)

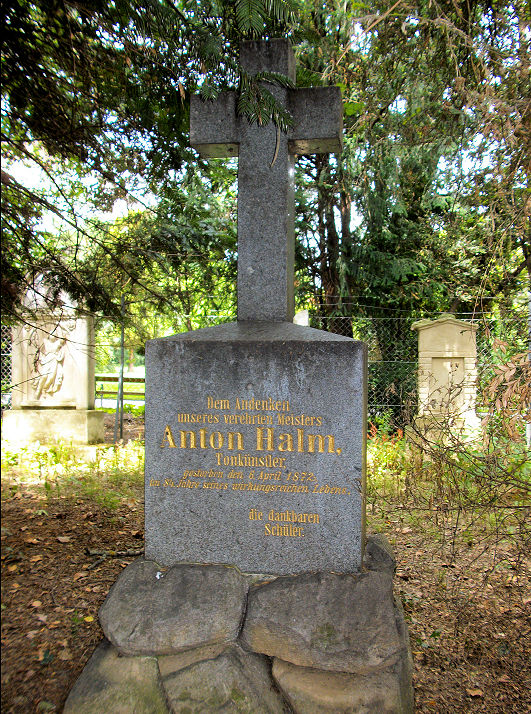
Anton Halms Grab im Gräberhain des Währingerparks

 Karl Anton Halm (* 5. Juni 1789 in Haselberg im Töschlitz-Haus Altenmarkt 11 (heute Kladik-Haus, Altenmarkt 102), Gemeinde Wies in der Steiermark (Österreich); † 6. April 1872 in Wien) war ein österreichischer Komponist und Klavierpädagoge.

## Leben
Halms Vater Simon und seine Mutter Barbara betrieben die Gastwirtschaft an der Töschlitz-Hofstatt neben der St. Veit-Kapelle (bis 1798 Pfarrkirche von Wies) in Altenmarkt. In den Jahren von 1808 bis 1811 war Halm Offizier der k. k. Armee. Nach einer Tätigkeit als Klavierlehrer in Graz, wo er auch seine Musikausbildung erhalten hatte, hielt er sich 1813 bis 1815 überwiegend als Hausmusiklehrer bei einer Adelsfamilie in Ungarn auf. Im Zuge des Wiener Kongresses führte ihn sein Weg 1815 nach Wien, wo er Ludwig van Beethoven kennenlernte und mehrfach dessen Werke aufführte. 1826 fertigte er im Auftrag des Verlages Artaria eine vierhändige Klavierfassung der Großen Fuge op. 133 von Beethoven an, die Beethoven allerdings missfiel und ihn schließlich zu einer eigenhändigen Klaviertranskription veranlasste. Halm wirkte in Wien bis zu seinem Tod als Komponist und Klavierlehrer. Zu seinen Schülern zählten u. a. Julius Epstein, Stephen Heller und Adolf Henselt.
Im Werkverzeichnis von Karl Anton Halm findet sich neben Klavierkompositionen und Kammermusik auch eine Große Messe in Es-Dur. Ferner lieferte er eine Variation zu einem Walzer von Anton Diabelli (Diabelli hatte insgesamt 50 zeitgenössische Komponisten zu je einer Variation über einen von ihm komponierten Walzer angeregt; Beethoven verarbeitete dieses Thema in seinen umfangreichen 33 Veränderungen über einen Walzer von Anton Diabelli op. 120).
In Wies besteht seit 1996 die Anton-Halm-Gesellschaft, die sich der Pflege von Leben und Werk des Komponisten widmet. Seit dem 23. April 2017 gibt es das „Anton-Halm-Chorchester“(sic!), in dessen Rahmen 2021 23 Sänger und 9 Musiker unter der Leitung von Karl Michael Waltl auftreten.